# Neturei Karta
Neturei Karta (Aramees: נטורי קרתא , Wachters van de Stad), voluit Neturei Karta International – Jews united against Zionism, is een charedisch-joodse organisatie (ook wel aangeduid als ultraorthodox-joods) die bekendstaat om de zeer felle antizionistische houding die de beweging aanneemt. De stichting van Israël wordt beschouwd als ongehoorzaamheid aan God: alleen de Messias zou de Joodse staat mogen herstellen.

## Aanhangers
De beweging heeft naar schatting een paar duizend aanhangers. De meesten wonen in Jeruzalem en Ramat Beit Shemesh Bet (een charedisch stadsgedeelte bij Bet Shemesh). Andere groepen zijn te vinden in Londen en New York, alsmede kleine groepjes sympathisanten in enkele Canadese en Europese steden, waaronder Montreal en enkele andere plaatsen wereldwijd.
De meeste leden van Neturei Karta zijn nakomelingen van Litouwse (Litvishe) joden die rond het jaar 1830 naar het Heilige Land trokken. Vanwege hun kledingstijl worden ze vaak onterecht met chassidim verward. Zij vestigden zich in de Oude stad van Jeruzalem en leefden daar in vrede met de Arabische moslims en christenen.

## Standpunten
Toen rond 1900 de eerste seculiere zionisten arriveerden ontstond onder de charedische gemeenschap grote ontevredenheid over de aanwezigheid van deze seculiere personen in de heilige stad Jeruzalem. In de ogen van de charedim vormden de activiteiten van de zionisten ook een regelrechte provocatie naar de Arabieren, waarvan onschuldige Joden het slachtoffer zouden kunnen worden. Later keurden zij het toewerken naar een Joodse staat door de zionisten af. Volgens hen moeten joden loyale onderdanen zijn van de gezagsdragers van de volkeren onder wie zij wonen.
Op 18 juli 1949 zonden hun rabbijnen Amram Blau en Aharon Katzenellenbogen een memorandum naar de Secretaris-generaal van de Verenigde Naties, waarin zij deze dringend vroegen om "bescherming tegen en redding van de heerschappij van de zionisten op die manieren die goed zijn in uw ogen."
Neturei Karta is op grond van hun geloof er van overtuigd, dat er geen duurzame vrede mogelijk is zolang de staat Israël bestaat; zij steunen een Palestijnse staat.  In oktober 2005 verklaarden zij, dat de toenmalige president van Iran, Mahmoud Ahmadinejad, alleen tegen de politieke ideologie van zionisme was, maar niet tegen het judaïsme of de joden, al dan niet in Palestina.
De verschillende facties van Neturei Karta publiceren enkele weekbladen met Thora-literatuur, bijna altijd gericht op de strijd tegen het zionisme. Gedurende lange tijd gaven ze ook persberichten uit..
Sinds maart 2014 wordt een oppositie gevoerd tegen de toen door de Knesset in Israël aangenomen wet die orthodoxe Jesjiva studenten verplicht tot dienen in het Israëlisch defensieleger, hetgeen ook verplicht is voor alle andere jonge Israëliërs. Volgens Neturei Karta worden zij in het leger opgeleid tot moordenaars, terwijl het -volgens hun opvatting- in de Thora aan joden juist verboden wordt tegen andere volkeren oorlog te voeren. Er is een demonstratie hiertegen gehouden in New York.

## Gerelateerde organisaties
Meer dan 50 jaar geleden, werd in Jeruzalem door NK de organisatie Friends of Jerusalem opgericht, om hen in Amerika te vertegenwoordigen.